# Max Fléchet
Max Fléchet (de son nom de naissance Max Gabriel Louis Fléchet), né le 10 mai 1901 à Chazelles-sur-Lyon (Loire) et mort le 11 octobre 1983 à Feurs, est un homme politique français.

## Biographie
Max Fléchet est le fils de Benoît Fléchet (1870-1927), industriel, fabricant de chapeaux de feutre qui dirigea l'entreprise familiale de fabrique de chapeaux de 1902 à 1927 et d'Antoinette Escalier (1880-1961). Il est le petit-fils de Gabriel Fléchet (1836-1904), chapelier, qui a créé et dirigé l'entreprise familiale de fabrique de chapeaux de 1859 à 1902 et de Pierrette Gord (1835-1896).
Max Fléchet est titulaire d'un baccalauréat ès sciences.
En 1927, il dirige l'entreprise familiale de fabrique de chapeaux, il succède alors à son père et son grand-père. En 1931, il devient président de l'Union des fabricants de chapeaux de France.
Max Fléchet est élu au conseil municipal de sa commune natale en 1929, il devient conseiller général du canton de Chazelles-sur-Lyon en 1932. 
En 1941, Max Fléchet devient maire de Chazelles-sur-Lyon, il est maintenu à cette fonction par le régime de Vichy qui le nomme aussi membre de la commission départementale de la Loire. Après la Libération, il se retire temporairement de la vie politique.
En 1947, Max Fléchet est membre de la chambre de commerce de Saint-Étienne, il est réélu maire de Chazelles-sur-Lyon la même année.
Il est élu aux élections sénatoriales de 1948 sur la liste des Républicains indépendants. Au palais du Luxembourg, Max Fléchet est membre de la commission des finances et de la commission du suffrage universel. Il se consacre notamment aux sujets concernant la finance et l'économie. En juin 1955, au renouvellement partiel du Conseil de la République, il est élu au premier tour sur la liste du CNIP.
Il est proche d'Antoine Pinay qu'il côtoie au Conseil général de la Loire.
Le 24 juillet 1958, il est nommé haut commissaire à l'économie nationale et au commerce extérieur. Le 8 janvier 1959 à la suite de la formation du gouvernement de Michel Debré, il devient secrétaire d'État aux affaires économiques, à ce titre, il prend la décision de libérer les prix à l'importation de certains produits à partir du printemps 1959. En janvier 1960, Max Fléchet manifeste sa solidarité avec Antoine Pinay qui démissionne du ministère des finances. Il est le seul ministre à le suivre.
En 1959, il abandonne son mandat de maire. Max Fléchet continue par ailleurs de présider la Fédération française de la chapellerie et  la Fédération européenne de la chapellerie. Il ne se représente pas aux élections sénatoriales de 1959. En février 1963, une élection sénatoriale partielle est organisée dans la Loire pour remplacer André Chazalon (devenu député en novembre 1962), Max Fléchet y affronte Ennemond Thoral, député SFIO et maire de Pouilly-sous-Charlieu ainsi que Claudius Bouteille, maire de Marcenod, Max Fléchet est élu sénateur au deuxième tour. Il est rapporteur spécial du budget du commissariat général du Plan d'équipement et de la productivité pour 1964.
Aux élections sénatoriales de 1965, Max Fléchet est deuxième de la liste d'action communale, paysanne et sociale conduite par Claude Mont, ses colistiers Henri Desseigne et Claude Mont sont réélus dès le premier tour, au second tour, il est mis en échec par deux candidats isolés Louis Martin et Michel Durafour.
Max Fléchet abandonne définitivement la vie politique lorsqu'il quitte le Conseil général de la Loire en 1967 dont il assura un temps la vice-présidence. Il fut aussi vice-président du Centre national du commerce extérieur (CFCE) et présida la Chambre de commerce franco-soviétique de 1967 à 1969.
Il meurt le 11 octobre 1983 à l'âge de 82 ans.

## Vie privée
Max Fléchet s'est marié le 11 octobre 1928 dans le 6e arrondissement de Lyon avec Anne-Marie Batayron (1906-1988), de ce mariage naîtront quatre enfants :
- Bernard Fléchet.
- Colette Fléchet.
- Robert Fléchet.
- Chantal Fléchet.

## Mandats et fonctions

### Fonctions gouvernementales
- 8 janvier - 17 novembre 1959 : Secrétaire d'État aux affaires économiques.
- 17 novembre 1959 - 19 janvier 1960 : Secrétaire d'État aux affaires économiques extérieures.

### Mandats parlementaires
- 7 novembre 1948 - 26 avril 1959 : Sénateur de la Loire (réélu le 19 juin 1955)
- 24 février 1963 - 1er octobre 1965 : Sénateur de la Loire.

### Mandats locaux
- 1929 - 1941 : Conseiller municipal de Chazelles-sur-Lyon.
- 1941 - 1944 : Maire de Chazelles-sur-Lyon.
- 1947 - 1959 : Maire de Chazelles-sur-Lyon.
- 1932 - 1940 : Conseiller général du canton de Chazelles-sur-Lyon.
- 1945 - 1967 : Conseiller général du canton de Chazelles-sur-Lyon.
- Vice-président du Conseil général de la Loire.

### Autre mandat
- 1959 - 1968 : Président du Syndicat intercommunal d'énergies de la Loire.

### Autres fonctions
- 24 juillet 1958 - 8 janvier 1959 : Haut commissaire à l'économie nationale et au commerce extérieur.
- 1967 - 1969 : Président de la Chambre de commerce franco-soviétique.
- Vice-président du Centre national du commerce extérieur (CFCE).

## Décorations

### Décorations officielles[4]
- Officier de la Légion d'honneur.
- Commandeur de l'ordre national du Mérite.
- Commandeur de l'ordre de Léopold.